# Chibuike Nwaiwu
Chibuike Nwaiwu, né le 23 juillet 2003 au Nigeria, est un footballeur nigérian qui évolue au poste de défenseur central au Wolfsberger AC.

## Biographie

### En club
Né au Nigeria, Chibuike Nwaiwu commence le football dans son pays natal, avec le Heartland FC.
Le 4 septembre 2024, Chibuike Nwaiwu s'engage en faveur du Wolfsberger AC, club avec lequel il signe un contrat de trois ans, soit jusqu'en juin 2027.
Il joue son premier match sous ses nouvelles couleurs le 14 septembre 2024, lors d'une rencontre de première division autrichienne face au Rapid Vienne. Il entre en jeu à la place de Ervin Omić et les deux équipes se neutralisent (1-1 score final).
Le 1er mai 2025, il est titularisé lors de la finale de l'édition 2024-2025 de la coupe d'Autriche, contre le TSV Hartberg. Son équipe s'impose par un but à zéro, remportant le premier titre de son histoire,.

### Palmarès
Wolfsberger AC
- Coupe d'Autriche (1) :
  - Vainqueur : 2024-2025.